# Жешніково
Жешніково (пол. Rzesznikowo, нім. Reselkow) — село в Польщі, у гміні Римань Колобжезького повіту Західнопоморського воєводства.
Населення — 493 особи (2011).

## Демографія
Демографічна структура станом на 31 березня 2011 року:
|          | Загалом | Допрацездатний вік | Працездатний вік | Постпрацездатний вік |
| -------- | ------- | ------------------ | ---------------- | -------------------- |
| Чоловіки | 255     | 56                 | 176              | 23                   |
| Жінки    | 238     | 52                 | 128              | 58                   |
| Разом    | 493     | 108                | 304              | 81                   |